# Lilith (Marvel Comics)
(Lilith nel videogioco Ghost Rider)
Lilith è un personaggio dei fumetti pubblicati dalla Marvel Comics, è la sedicente figlia di Dracula, e nemica di Ghost Rider, di Blade e dei Figli della Mezzanotte.

## Biografia

### Nascita e rinascita
Lilith nacque dall'unione del Signore dei Vampiri con una nobildonna ungherese, Zofia, Dracula odiava la moglie che gli era stata imposta come sposa dal padre e appena gli fu possibile scacciò lei e la figlioletta dal proprio castello, le due sventurate trovarono rifugio presso una tribù di zingari dove Zofia affidò la piccola alle cure di un'anziana, Gretchin, prima di togliersi la vita. Anni dopo, per vendicarsi dell'uccisione della propria figlia da parte di Dracula, Gretchin lanciò un incantesimo su Lilith, trasformandola in una sorta di vampiro e instillandole l'odio per il padre. Incontrato il Signore dei Vampiri in un bar di Londra, Lilith propose inaspettatamente un'alleanza all'uomo che però rifiutò.

### Una nuova vita

Lilith (a sinistra) assieme a Blackout contro il Ghost Rider, disegni di Ron Garney.

Lilith si trasferisce dall'Inghilterra a New York a bordo di un jet, prima dell'atterraggio uccide tutti i passeggeri e si nutre del loro sangue. Dopo varie peripezie, la sua strada si incrocia nuovamente con quella del padre che, temporaneamente trasformato in un umano, le chiede di vampirizzarlo, la giovane rifiuta e attacca l'ex non-morto costringendolo alla fuga. In seguito, la ragazza affronta nuovamente il padre, di nuovo in possesso dei suoi poteri, ma scopre di essere incapace di ucciderlo. Sconfortata per il suo insuccesso, Lilith ordisce un altro piano per distruggere Dracula, prende possesso del corpo di Kitty Pryde ed assieme agli X-Men si mette alla ricerca della Formula Montesi, un incantesimo in grado di distruggere i vampiri, sfortunatamente anche questo suo piano fallisce; maggior fortuna avrà il Dottor Strange che pronunciando la formula provocherà la fine di Dracula e della stessa Lilith. Resuscitata assieme al padre, Lilith scopre di non poter controllare la propria sete di sangue, si affida così alle cure di Jericho Drumm che in cambio le chiede di accompagnarlo in missione contro lo Spaventapasseri, responsabile di aver riportato in vita alcuni cadaveri, tra i quali quello della madre adottiva di Danny Ketch. Dopo uno scontro con l'Uomo Ragno e Hannibal King, Lilith tenta nuovamente di attentare alla vita di Dracula sfruttando le scoperte del Dr. Charles Seward, inventore di un virus letale per i vampiri, ma anche questo piano è destinato al fallimento. Per un breve periodo di tempo, Lilith ha fatto parte degli Howling Commandos di Nick Fury, infine, nella sua ultima apparizione, si allea all'odiato padre per consolidare il potere del loro clan.

## Poteri e abilità
Lilith possiede tutti i poteri tipici dei vampiri ma nessuna delle loro debolezze, ha una forza sovrumana, può ammaliare, trasformarsi in pipistrello o in nebbia e controllare gli animali. Nonostante il grande odio per il padre è fisicamente incapace di ucciderlo.